# Alpineskiën op de Paralympische Winterspelen 2014
Alpineskiën was een van de onderdelen die op het programma stonden tijdens de Paralympische Winterspelen 2014 in het Russische Sotsji. De wedstrijden werden gehouden in het Rosa Khutor Alpine Resort te Krasnaja Poljana van 8 tot en met 16 maart 2014.

## Onderdelen
Op het programma stonden 30 onderdelen. Vijftien voor mannen en vijftien voor vrouwen. De deelnemers zijn verdeeld in drie categorieën; staand, zittend en visueel beperkt. Voor elke categorie worden vijf disciplines gehouden. De staande deelnemers zijn beperkt in de beweging maar kunnen van hetzelfde materiaal gebruikmaken als de valide sporters. Zittende deelnemers gebruiken een zitski. De visueel beperkte deelnemers krijgen hulp van een ziende gids.
De vijf disciplines zijn:
- Afdaling
- Super G
- Reuzenslalom
- Slalom
- Supercombinatie

## Afdaling

### Mannen
| Klasse          | Snelste Tijd | land | Goud                    | land | Zilver          | land | Brons                   |
| --------------- | ------------ | ---- | ----------------------- | ---- | --------------- | ---- | ----------------------- |
| Zittend         | 1:23.80      | JPN  | Akira Kano              | CAN  | Josh Dueck      | JPN  | Takeshi Suzuki          |
| Staand          | 1:24.35      | AUT  | Markus Salcher          | RUS  | Alexey Bugaev   | FRA  | Vincent Gauthier-Manuel |
| Visueel beperkt | 1:21.76      | ESP  | Yon Santacana Maiztegui | SVK  | Miroslav Haraus | CAN  | Mac Marcoux             |

### Vrouwen
| Klasse          | Snelste Tijd | land | Goud               | land | Zilver           | land | Brons                |
| --------------- | ------------ | ---- | ------------------ | ---- | ---------------- | ---- | -------------------- |
| Zittend         | 1:35.55      | GER  | Anna Schaffelhuber | USA  | Alana Nichols    | USA  | Laurie Stephens      |
| Staand          | 1:30.72      | FRA  | Marie Bochet       | RUS  | Inga Medvedeva   | USA  | Allison Jones        |
| Visueel beperkt | 1:31.55      | SVK  | Henrieta Farkasova | GBR  | Jade Etherington | RUS  | Aleksandra Frantceva |

## Super G

### Mannen
| Klasse          | Snelste Tijd | land | Goud           | land | Zilver             | land | Brons           |
| --------------- | ------------ | ---- | -------------- | ---- | ------------------ | ---- | --------------- |
| Zittend         | 1:19.51      | JPN  | Akira Kano     | JPN  | Taiki Morii        | CAN  | Caleb Brousseau |
| Staand          | 1:20.92      | AUT  | Markus Salcher | AUT  | Matthias Lanzinger | RUS  | Alexey Bugaev   |
| Visueel beperkt | 1:20.58      | SVK  | Jakub Krako    | USA  | Mark Bathum        | CAN  | Mac Marcoux     |

### Vrouwen
| Klasse          | Snelste Tijd | land | Goud               | land | Zilver               | land | Brons            |
| --------------- | ------------ | ---- | ------------------ | ---- | -------------------- | ---- | ---------------- |
| Zittend         | 1:29.11      | GER  | Anna Schaffelhuber | AUT  | Claudia Loesch       | USA  | Laurie Stephens  |
| Staand          | 1:24.20      | FRA  | Marie Bochet       | FRA  | Solene Jambaque      | USA  | Stephanie Jallen |
| Visueel beperkt | 1:28.72      | GBR  | Kelly Gallagher    | RUS  | Aleksandra Frantceva | GBR  | Jade Etherington |

## Reuzenslalom

### Mannen
| Klasse          | Snelste Tijd | land | Goud                    | land | Zilver        | land | Brons              |
| --------------- | ------------ | ---- | ----------------------- | ---- | ------------- | ---- | ------------------ |
| Zittend         | 2:32.73      | SUI  | Christoph Kunz          | NZL  | Corey Peters  | AUT  | Roman Rabl         |
| Staand          | 2:25.87      | FRA  | Vincent GAUTHIER-Manuel | RUS  | Alexey Bugaev | AUT  | Markus Salcher     |
| Visueel beperkt | 2:29.62      | CAN  | Mac Marcoux             | SVK  | Jakub Krako   | RUS  | Valerii Redkozubov |

### Vrouwen
| Klasse          | Snelste Tijd | land | Goud               | land | Zilver               | land | Brons             |
| --------------- | ------------ | ---- | ------------------ | ---- | -------------------- | ---- | ----------------- |
| Zittend         | 2:51.26      | GER  | Anna Schaffelhuber | AUT  | Claudia Loesch       | GER  | Anna-Lena Forster |
| Staand          | 2:38.84      | FRA  | Marie Bochet       | GER  | Andrea Rothfuss      | FRA  | Solène Jambaqué   |
| Visueel beperkt | 2:48.63      | SVK  | Henrieta Farkasova | RUS  | Aleksandra Frantceva | AUS  | Jessica Gallagher |

## Slalom

### Mannen
| Klasse          | Snelste Tijd | land | Goud               | land | Zilver                  | land | Brons              |
| --------------- | ------------ | ---- | ------------------ | ---- | ----------------------- | ---- | ------------------ |
| Zittend         | 1:53.78      | JPN  | Takeshi Suzuki     | AUT  | Philipp Bonadimann      | AUT  | Roman Rabl         |
| Staand          | 1:38.97      | RUS  | Alexey Bugaev      | FRA  | Vincent Gauthier-Manuel | RUS  | Alexander Alyabyev |
| Visueel beperkt | 1:43.21      | RUS  | Valerii Redkozubov | ESP  | Yon Santacana Maiztegui | CAN  | Chris Williamson   |

### Vrouwen
| Klasse          | Snelste Tijd | land | Goud                 | land | Zilver            | land | Brons              |
| --------------- | ------------ | ---- | -------------------- | ---- | ----------------- | ---- | ------------------ |
| Zittend         | 2:09.93      | GER  | Anna Schaffelhuber   | GER  | Anna-Lena Forster | CAN  | Kimberly Joines    |
| Staand          | 1:59.85      | GER  | Andrea Rothfuss      | RUS  | Inga Medvedeva    | SVK  | Petra Smarzova     |
| Visueel beperkt | 2:01.24      | RUS  | Aleksandra Frantceva | GBR  | Jade Etherington  | SVK  | Henrieta Farkasova |

## Supercombinatie

### Mannen
| Klasse          | land | Goud               | land | Zilver             | land | Brons                    |
| --------------- | ---- | ------------------ | ---- | ------------------ | ---- | ------------------------ |
| Zittend         | CAN  | Josh Dueck         | USA  | Heath Calhoun      | AUT  | Roman Rabl               |
| Staand          | RUS  | Alexey Bugaev      | AUT  | Matthias Lanzinger | AUS  | Toby Kane                |
| Visueel beperkt | RUS  | Valerii Redkozubov | USA  | Mark Bathum        | ESP  | Gabriel Juan Gorce Yepes |

### Vrouwen
| Klasse          | land | Goud                 | land | Zilver            | land  | Brons            |
| --------------- | ---- | -------------------- | ---- | ----------------- | ----- | ---------------- |
| Zittend         | GER  | Anna Schaffelhuber   | GER  | Anna-Lena Forster | [ 3 ] | [ 3 ]            |
| Staand          | FRA  | Marie Bochet         | GER  | Andrea Rothfuss   | USA   | Stephanie Jallen |
| Visueel beperkt | RUS  | Aleksandra Frantceva | GBR  | Jade Etherington  | USA   | Danelle Umstead  |

Alpineskiën · Biatlon · Langlaufen · Rolstoelcurling · Sledgehockey · Snowboarden
1976 · 1980 · 1984 · 1988 · 1992 · 1994 · 1998 · 2002 · 2006 · 2010 · 2014 · 2018 · 2022